# Fed Cup 2013
La Fed Cup 2013 è la 51ª edizione del più importante torneo tennistico per nazionali femminili.  Hanno partecipato alla competizione 90 nazionali. Il torneo è stato vinto per la quarta volta dall'Italia.

## Gruppo Mondiale
| Partecipanti | Partecipanti | Partecipanti | Partecipanti |
| Australia    | Rep. Ceca    | Italia       | Giappone     |
| Russia       | Serbia       | Slovacchia   | Stati Uniti  |
| ------------ | ------------ | ------------ | ------------ |

### Tabellone
|  | Quarti di finale | Quarti di finale | Quarti di finale |            |           | Semifinali | Semifinali | Semifinali |  |  | Finale | Finale | Finale |  |
|  |                  |                  |                  |            |           |            |            |            |  |  |        |        |        |  |
|  | 1                | Rep. Ceca        | 4                |            |           |            |            |            |  |  |        |        |        |  |
|  | 1                | Rep. Ceca        | 4                |            |           |            |            |            |  |  |        |        |        |  |
|  |                  | Australia        | 0                |            |           |            |            |            |  |  |        |        |        |  |
|  |                  | Australia        | 0                | Rep. Ceca  | Rep. Ceca | 1          |            |            |  |  |        |        |        |  |
|  |                  |                  |                  | Rep. Ceca  | Rep. Ceca | 1          |            |            |  |  |        |        |        |  |
|  |                  |                  | Italia           | Italia     | 3         |            |            |            |  |  |        |        |        |  |
|  |                  | Stati Uniti      | Italia           | Italia     | 3         | 2          |            |            |  |  |        |        |        |  |
|  |                  |                  |                  |            |           | 2          |            |            |  |  |        |        |        |  |
|  | 3                | Italia           | 3                |            |           |            |            |            |  |  |        |        |        |  |
|  | 3                | Italia           | 3                |            | Italia    | Italia     | 4          |            |  |  |        |        |        |  |
|  |                  |                  |                  |            |           |            |            |            |  |  |        |        |        |  |
|  |                  |                  | Russia           | Russia     | 0         |            |            |            |  |  |        |        |        |  |
|  | 4                | Russia           | Russia           | Russia     | 0         | 3          |            |            |  |  |        |        |        |  |
|  | 4                | Russia           |                  |            |           |            |            |            |  |  |        |        |        |  |
|  |                  | Giappone         | 2                |            |           |            |            |            |  |  |        |        |        |  |
|  |                  | Giappone         | 2                | Russia     | Russia    | 3          |            |            |  |  |        |        |        |  |
|  |                  |                  |                  | Russia     | Russia    | 3          |            |            |  |  |        |        |        |  |
|  |                  |                  | Slovacchia       | Slovacchia | 2         |            |            |            |  |  |        |        |        |  |
|  |                  | Slovacchia       | Slovacchia       | Slovacchia | 2         | 3          |            |            |  |  |        |        |        |  |
|  |                  |                  |                  |            |           | 3          |            |            |  |  |        |        |        |  |
|  | 2                | Serbia           | 1                |            |           |            |            |            |  |  |        |        |        |  |

Le perdenti del primo turno accedono ai Play-off con le vincitrici del II Gruppo Mondiale.

## Spareggi Gruppo Mondiale
Le 4 squadre sconfitte nel primo turno del Gruppo Mondiale e le 4 squadre vincitrici del Gruppo Mondiale II partecipano agli Spareggi del Gruppo Mondiale. Le 4 squadre vincenti avranno il diritto a partecipare al Gruppo Mondiale del prossimo anno insieme alle 4 squadre vincitrici del primo turno del Gruppo Mondiale.
data: 20-21 aprile
| Sede                                                  | Squadra #1  | Punteggio | Squadra #2 |
| ----------------------------------------------------- | ----------- | --------- | ---------- |
| Stoccarda, Germania (Terra rossa indoor)              | Germania    | 3-2       | Serbia     |
| Chiasso, Svizzera (Terra rossa outdoor)               | Svizzera    | 1-3       | Australia  |
| Barcellona, Spagna (Terra rossa outdoor)              | Spagna      | 4-0       | Giappone   |
| Delray Beach, Stati Uniti d'America (Cemento outdoor) | Stati Uniti | 3-2       | Svezia     |

## Gruppo Mondiale II
data: 9-10 febbraio
| impianto (superficie) | Squadra #1 | Punteggio | Squadra #2 |
| --------------------- | ---------- | --------- | ---------- |
| Cemento (indoor)      | Svizzera   | 4-1       | Belgio     |
| Terra rossa           | Argentina  | 2-3       | Svezia     |
| Terra rossa           | Spagna     | 3-1       | Ucraina    |
| Terra rossa (indoor)  | Francia    | 1-3       | Germania   |

## Spareggi Gruppo Mondiale II
Le 4 squadre sconfitte nel Gruppo Mondiale II disputeranno gli spareggi contro le 4 squadre qualificate dai rispettivi gruppi zonali. Le vincitrici saranno incluse nel Gruppo Mondiale II della prossima edizione.
data: 20-21 aprile
| impianto (superficie) | Squadra #1 | Punteggio | Squadra #2    |
| --------------------- | ---------- | --------- | ------------- |
| Cemento (indoor)      | Belgio     | 1–4       | Polonia       |
| Cemento (indoor)      | Francia    | 4–1       | Kazakistan    |
| Terra rossa (outdoor) | Argentina  | 3–1       | Gran Bretagna |
| Terra rossa (indoor)  | Ucraina    | 2–3       | Canada        |

## Zona Americana

### Gruppo I
Impianto: Country Club de Ejecutivos, Medellín, Colombia (Terra rossa)
Squadre
|  |    | Classifica finale |
|  | -- | ----------------- |
|  | 1. | Canada            |
|  | 2. | Brasile           |
|  | 3. | Paraguay          |
|  | 4. | Colombia          |
|  | 5. | Cile              |
|  | 5. | Venezuela         |
|  | 7. | Perù              |
|  | 7. | Messico           |

### Gruppo II
Impianto: Maya Country Club, Santa Tecla, El Salvador
Squadre
|  |     | Classifica finale |
|  | --- | ----------------- |
|  | 1.  | Bahamas           |
|  | 2.  | Bermuda           |
|  | 3.  | Bolivia           |
|  | 4.  | Costa Rica        |
|  | 5.  | Rep. Dominicana   |
|  | 6.  | Ecuador           |
|  | 7.  | El Salvador       |
|  | 8.  | Guatemala         |
|  | 9.  | Honduras          |
|  | 10. | Giamaica          |
|  | 11. | Panama            |
|  | 12. | Porto Rico        |
|  | 13. | Trinidad e Tobago |
|  | 14. | Uruguay           |

## Zona Asia/Oceania

### Gruppo I
Impianto: National Tennis Centre, Astana, Kazakistan (Cemento indoor)
Squadre
|  |    | Classifica finale |
|  | -- | ----------------- |
|  | 1. | Kazakistan        |
|  | 2. | Uzbekistan        |
|  | 3. | Thailandia        |
|  | 4. | Cina              |
|  | 5. | Taipei cinese     |
|  | 6. | Corea del Sud     |
|  | 7. | India             |

### Gruppo II
Impianto: National Tennis Centre, Astana, Kazakistan (Cemento indoor)
Squadre
|  |     | Classifica finale |
|  | --- | ----------------- |
|  | 1.  | Indonesia         |
|  | 2.  | Hong Kong         |
|  | 3.  | Filippine         |
|  | 4.  | Nuova Zelanda     |
|  | 5.  | Vietnam           |
|  | 6.  | Malaysia          |
|  | 7.  | Turkmenistan      |
|  | 8.  | Kirghizistan      |
|  | 9.  | Singapore         |
|  | 10. | Pakistan          |
|  | 11. | Iran              |

## Zona Euro-Africana

### Gruppo I
Impianto: Municipal Tennis Club, Eilat, Israele (Cemento)
Squadre
|  |     | Classifica finale    |
|  | --- | -------------------- |
|  | 1.  | Polonia              |
|  | 1.  | Gran Bretagna        |
|  | 3.  | Croazia              |
|  | 3.  | Bulgaria             |
|  | 5.  | Israele              |
|  | 5.  | Ungheria             |
|  | 7.  | Bielorussia          |
|  | 7.  | Paesi Bassi          |
|  | 9.  | Austria              |
|  | 9.  | Portogallo           |
|  | 11. | Romania              |
|  | 11. | Slovenia             |
|  | 13. | Turchia              |
|  | 13. | Lussemburgo          |
|  | 15. | Georgia              |
|  | 15. | Bosnia ed Erzegovina |

### Gruppo II
Impianto: Bellevue Club, Ulcinj, Montenegro (Terra rossa)
Squadre
|  |    | Classifica finale   |
|  | -- | ------------------- |
|  | 1. | Tunisia Lettonia    |
|  | 3. | Lituania Montenegro |
|  | 5. | Finlandia Sudafrica |
|  | 7. | Grecia Estonia      |

### Gruppo III
Impianto: Terraten Club, Chișinău, Moldavia (Terra rossa)
Squadre
|  |     | Classifica finale |
|  | --- | ----------------- |
|  | 1.  | Armenia           |
|  | 2.  | Cipro             |
|  | 3.  | Egitto            |
|  | 4.  | Danimarca         |
|  | 5.  | Irlanda           |
|  | 6.  | Kenya             |
|  | 7.  | Lesotho           |
|  | 8.  | Liechtenstein     |
|  | 9.  | Madagascar        |
|  | 10. | Malta             |
|  | 11. | Moldavia          |
|  | 12. | Marocco           |
|  | 13. | Namibia           |
|  | 14. | Norvegia          |
|  | 15. | Ruanda            |